# Pseudozarba obsoleta
Pseudozarba obsoleta är en fjärilsart som beskrevs av W. Warren 1913. Pseudozarba obsoleta ingår i släktet Pseudozarba och familjen nattflyn. Inga underarter finns listade.